# Renzo Bianchi
Renzo Bianchi   (Lecco i Maggianico, 29 de juliol de 1877 - Gènova, 27 de desembre de 1972) fou un compositor italià.
Als divuit anys estrenà l'òpera Fausta en el teatre Verdi de Florència; el 1917 Ghismonda, en l'Adrian de Roma; i el 1942 Ghibellina, amb llibret de Dario Nicodemi, en el teatre Costanzi de la mateixa capital.
A més, és autor del poema simfònic Jaufré Rudel i també s'ocupà de la crítica musical.